# Морской бриз (коктейль)
«Морской бриз» (англ. Sea Breeze) — алкогольный коктейль на основе водки, грейпфрутового и клюквенного сока. Напиток следует классическому принципу балансировки коктейля: сочетание крепкого (алкоголь) со слабым (кисло-сладкий фруктовый сок). Классифицируется как лонг дринк. Входит в число официальных коктейлей Международной ассоциации барменов (IBA), категория «Современная классика» (англ. Contemporary classics).

## История
Впервые коктейль «Морской бриз» создан в конце 1920-х годов, однако его современная рецептура несколько отличается от оригинальной (изначальной), которая применялась в эпоху сухого закона в США и основана на смеси джина и гренадина. Таким образом, в 1930-х годах в состав коктейля «Морской бриз» входили следующие ингредиенты: джин, абрикосовый бренди, гренадин и лимонный сок. В дальнейшем рецептура «Морского бриза» стала включать водку, сухой вермут Гальяно, и голубой Кюрасао.

## Рецепт и ингредиенты
Состав:
- водка — 40 мл
- клюквенный сок — 120 мл
- грейпфрутовый сок — 30 мл.

Метод приготовления: билд со льдом. Подают в старомодном бокале.
Стакан олд фешен наполняют пищевым льдом, затем наливают водку, клюквенный сок, грейпфрутовый сок и тщательно перемешивают со льдом. По желанию в качестве гарнира готовый коктейль украсить цедрой лайма.